# 埃克托尔·米利安
埃克托尔·米利安（西班牙語：Héctor Milián，1968年5月14日—），古巴男子摔跤运动员。他曾代表古巴参加1992年、1996年和2000年夏季奥林匹克运动会摔跤比赛，其中1992年奥运会获得一枚金牌。